# Anton Pilgram
Anton Pilgram era um arquiteto e escultor austríaco do final da Idade Média ativo na área da atual República Tcheca, Áustria e Alemanha Ocidental. Pilgram é conhecido como o escultor do portal da antiga Prefeitura em Brno e artesão do púlpito na Catedral de Santo Estêvão, em Viena.
Morreu em 1516, em Viena, Áustria.